# Los Gatos
Pour le groupe de rock argentin, voir Los Gatos (groupe).
 (décembre 2023).
Si vous disposez d'ouvrages ou d'articles de référence ou si vous connaissez des sites web de qualité traitant du thème abordé ici, merci de compléter l'article en donnant les références utiles à sa vérifiabilité et en les liant à la section « Notes et références ».
La municipalité de Los Gatos fait partie du comté de Santa Clara, Californie (États-Unis).
Lors du recensement de 2000, on estimait sa population à 28 592 habitants. Los Gatos est situé au Sud de la baie de San Francisco, au Sud Ouest de San José. Pendant longtemps, de nombreux hippies ont peuplé cette ville et une culture alternative était très présente jusqu'à la fin des années 1980. Depuis le boom de la Silicon Valley au milieu des années 1990, une population aisée s'y est installée.
Los Gatos est ainsi devenue une ville aisée de la banlieue de San José.

## Toponymie

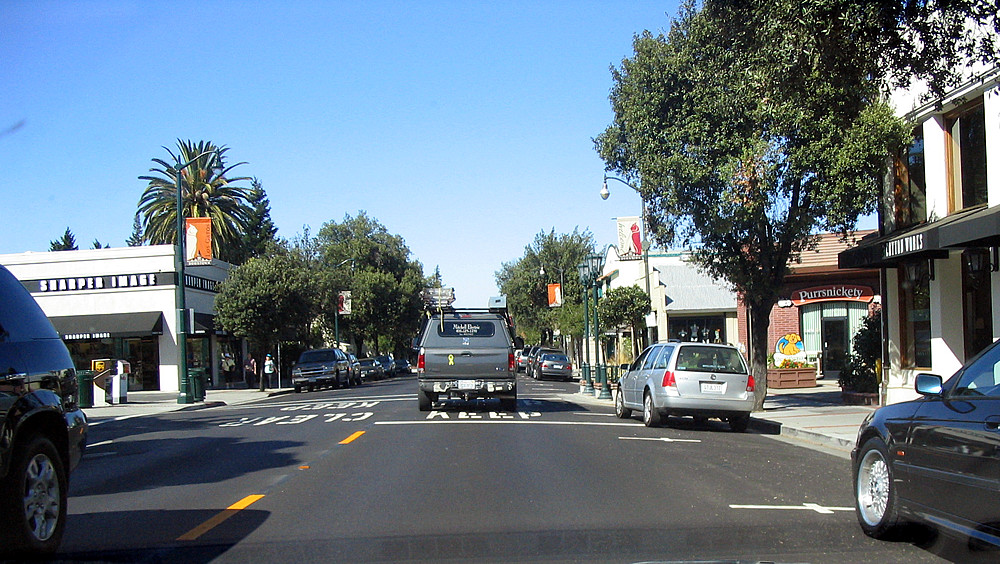
Centre-ville de Los Gatos

Localisation dans le comté de Santa Clara et dans l'État de Californie

Le nom de Los Gatos en espagnol (/los ˈɣatos/) signifie « les chats ». Son origine remonte à une concession de terres en Haute-Californie, Rancho Rinconada de Los Gatos (en), nommée ainsi en raison de la présence de nombreux pumas. La prononciation anglicisée est /lɔs ˈɡætəs/.

## Transport
La ville est desservie par la Santa Clara Valley Transportation Authority (VTA), qui dessert également les autres villes du comté, dont San José. Deux bus municipaux transitent de Santa Cruz à Winchester Ave, le 49 via Los Gatos Boulevard, et le 48 via Manchester.
En ce qui concerne le transport par voie ferrée, Santa Clara est la station la plus proche. Elle est desservie par le caltrain. La ville la plus proche, Campbell dispose du tramway via Winchester, Campbell centre et Hamilton.
Les aéroports de San José (SJC) et de San Francisco (SFO) desservent la ville.

## Économie
Les entreprises suivantes sont basées à Los Gatos :
- Cryptic Studios
- Imagic
- Netflix

## Démographie
| 1880 | 1890  | 1900  | 1910  | 1920  | 1930  |
| ---- | ----- | ----- | ----- | ----- | ----- |
| 555  | 1 652 | 1 915 | 2 232 | 2 317 | 3 168 |

| 1940  | 1950  | 1960  | 1970   | 1980   | 1990   |
| ----- | ----- | ----- | ------ | ------ | ------ |
| 3 597 | 4 907 | 9 036 | 22 613 | 26 906 | 27 357 |

| 2000   | 2010   | - | - | - | - |
| ------ | ------ | - | - | - | - |
| 28 592 | 29 413 | - | - | - | - |

### Employeurs
Selon le rapport financier de la ville de Los Gatos en 2010, les plus grands employeurs de la ville sont :
| N° | Employeur                                           | Nombre d'employés |
| -- | --------------------------------------------------- | ----------------- |
| 1  | Mission Oaks Hospital                               | 2 000             |
| 2  | El Camino Hospital Los Gatos                        | 730               |
| 3  | Los Gatos Union School District                     | 300               |
| 4  | Los Gatos-Saratoga Joint Union High School District | 300               |
| 5  | Netflix                                             | 280               |
| 6  | Safeway                                             | 175               |
| 7  | Alain Pinel Realtors                                | 220               |
| 8  | Verizon Communications                              | 200               |
| 9  | Courtside Club                                      | 200               |
| 10 | Ville de Los Gatos                                  | 135               |
| 11 | Los Gatos Meadows                                   | 130               |

## Personnalités
- Cornelia Barns (1888-1941), dessinatrice et militante, morte dans cette ville.
- Steve Wozniak - cofondateur d'Apple
- John Steinbeck - écrivain
- Kari Byron - artiste et présentatrice de MythBusters